# Acrenhydrosoma karlingi
Acrenhydrosoma karlingi är en kräftdjursart som beskrevs av Lang 1965. Acrenhydrosoma karlingi ingår i släktet Acrenhydrosoma och familjen Cletodidae. Inga underarter finns listade i Catalogue of Life.